# Kalitta Charters
Kalitta Charters — американская чартерная авиакомпания, базирующаяся в Ипсиланти, штат Мичиган, США. Авиакомпания базируется в аэропорту Willow Run Airport.  Компания принадлежит и управляется Дугом Калиттой, племянником основателя Kalitta Air Конрадом Калитта.
Kalitta Charters является единственной авиакомпанией, которая имеет контракт с правительством США на доставку останков военнослужащих к местам их последнего упокоения. Kalitta Charters предлагает услуги корпоративного чартера, службы скорой медицинской помощи и грузовых авиаперевозок, а также станцию ремонта самолетов FAR Part 145. В августе 2015 года авиакомпания Kalitta Charters приобрела другую авиакомпанию AirNetExpress.

## Флот

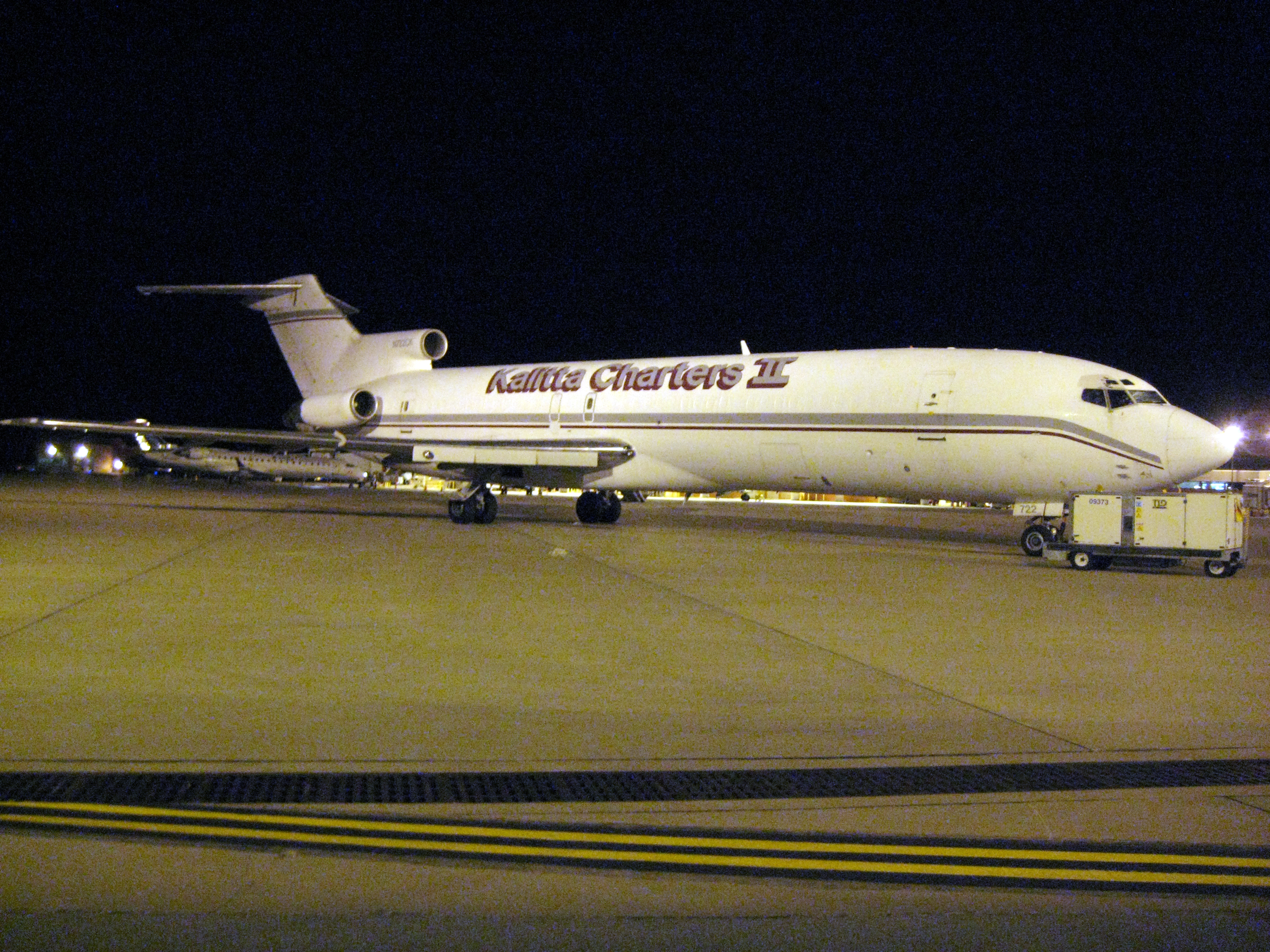
Kalitta Charters Boeing 727-200F

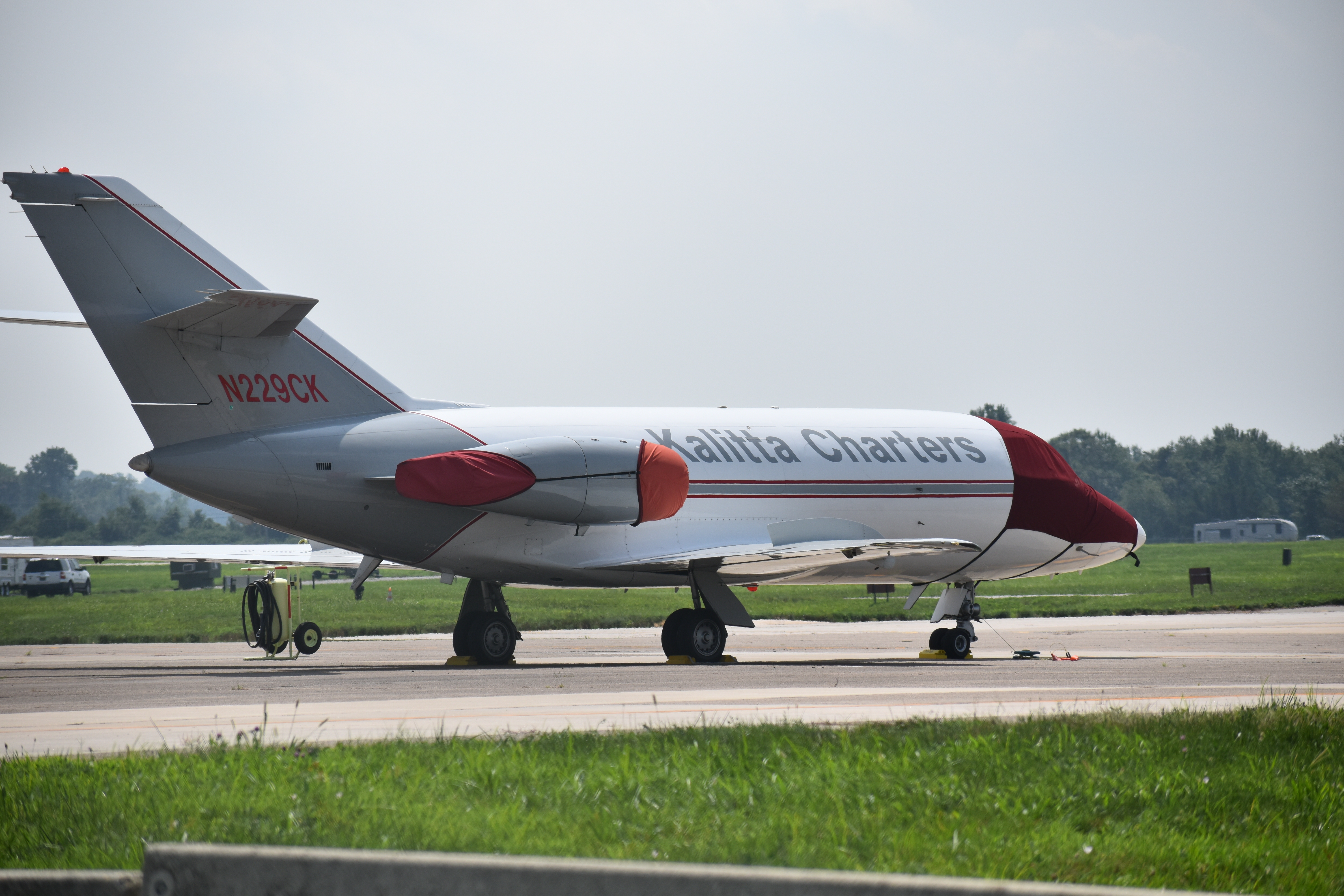
Dassault Falcon 20

Kalitta Charters имеет следующий флот по состоянию на июль 2021 года: